# 阿瑟·阿什金
阿瑟·阿什金（英語：Arthur Ashkin，1922年9月2日—2020年9月21日），美国物理学家，在贝尔实验室和朗讯工作，2018年诺贝尔物理学奖得主。他在1960年代後期開始研究使用雷射操縱微觀粒子，於1986年發明光鑷。此外，他開創光學捕捉方法，其可以被用來操縱原子、分子和生物細胞，這方法主要是利用光的輻射壓來移動微觀粒子，阿瑟·阿什金因此被認為是光鑷之父。由於阿什金發明光鑷與光鑷在生物系統領域的應用，他於2018年獲得诺贝尔物理学奖。阿瑟·阿什金的工作為朱棣文使用雷射冷卻和捕獲原子的工作奠定基礎，促使朱棣文獲得1997年諾貝爾物理學獎。
阿什金曾是獲獎時最高齡（96歲）的諾貝爾獎得主，此一紀錄於翌年由約翰·B·古迪納夫（97歲）超越。

## 家庭背景
阿什金於1922 年在美國紐約布鲁克林誕生，並在那裏長大成年。他的父母親為伊沙道與安娜·阿什金。他有兩個哥哥與一個姐姐。哥哥尤利烏斯·阿什金是一位著名物理學者。另外一個哥哥年紀很輕時就過世了。阿什金是猶太人，伊沙道十八歲時從烏克蘭敖德薩移民至美國。 安娜比伊沙道小五歲，她也是來自於烏克蘭。在抵達紐約之後十年內，伊莎道成為美國公民，他在曼哈坦經營一家牙科實驗室。

## 教育
阿什金就學於哥倫比亞大學。因為品學兼優，他成為哥倫比亞大學輻射實驗室的技師，主要工作是為美國軍方製造雷達系統所需要的磁控管。那是個腦力激盪的時期，一共有三位諾貝爾得主也在同一實驗室工作。在大二時，由於第二次世界大戰，他必須應徵入伍，然而他獲得指導教授習得·彌爾曼青睞，幫他打了一個電話，他因此被改為後備軍人，可以繼續在實驗室工作。
阿什金的哥哥尤利烏斯·阿什金是康乃爾大學的核子物理學者，尤利烏斯與理查·費曼、漢斯·貝特很熟悉，都在曼哈頓計畫工作。阿什金獲得哥倫比亞大學學士學位後，尤利烏斯建議他去康乃爾大學攻讀核子物理學，他因此成為康乃爾大學的研究生，專攻核子物理學。然而，阿什金最終沒有進入核子物理學領域，因為他的哥哥聲名遠播，他不願成為「阿什金第二」。
阿什金得到康乃爾大學博士學位後，已轉職到貝爾實驗室作研究的老師彌爾曼邀請他一起共襄盛舉。1952年，他應聘進入位於新澤西州穆雷山的貝爾實驗室研究微波物理。1961年，又改研究激光物理。

## 職業生涯
在貝爾實驗室，阿什金的研究主要是在微波領域。1960年代，隨著激光的發明，學者們開始轉移研究項目，阿什金也開始研究激光。他發布了很多關於非線性光學、參數振盪器、參數放大器的論文。他是光折射效應的發現人之一。
阿什金於1967年搬遷到位於霍姆德爾的貝爾實驗室做研究。在那裡，他想到一個很有趣的問題：粒子因輻射壓而產生的運動能否做實驗實現。經過一番研究，他首先展示出，使用1W連續波氬激光束向上照射於一個微米尺寸圓球，可以製成光學浮置的現象。在這實驗裡，激光束的輻射壓作用於圓球所產生的力與圓球的重量相互抵銷。之後，他又發現，使用激光束不僅可以將懸浮在水裡的乳膠小圓球向激光束方向推進，還可將圓球從激光束的外緣被拉動至中心，這是因為激光進入和離開圓球時會發生折射，其所產生的動量差促使圓球移動至激光束中心。這發現意味著光學陷俘的構想可行。假設從另外一邊照射一道相反方向的激光束於小圓球，這兩道激光束可將小圓球囚禁在特定的位置，這就是第一個光阱。這實驗結果於1970年被發表在物理評論快報。
阿什金進一步提議，原子也可以被陷俘，只使用一道強烈聚焦的激光也可以製成光阱。可是，由於無法足夠降低溫度，原子很快就會逃逸出去，阿什金無法成功完成這實驗。1975年，特奧多爾·亨施與阿瑟·肖洛提議，使用都卜勒效應可以將原子冷卻。這技術被稱為光頻飴。約翰·霍爾的實驗團隊也發展出很多相關的技術。利用這些技術，阿什金、朱棣文等嘗試做實驗冷卻與陷俘原子。他們成功地首先製成穩定的三維光學原子阱。這成果導致後來朱棣文獲得了1997年諾貝爾物理學獎。
使用激光來陷俘微粒子的技術被稱為光鑷。阿什金又用光鑷來陷俘與研究各種生物，例如，病毒、細菌、紅血球、海藻等，並且不會對樣品造成損傷。他還用光鑷探查細胞內部結構，進行像操縱細胞質或細胞器一類的「細胞內部手術」。阿什金發展出來的光鑷技術導致生物物理學研究如雨後春筍般的湧現出來。
阿什金是美國光學學會（OSA）、美國物理學會 （APS）、電機電子工程師學會 （IEEE）與美國科學促進會（AAAS）的會員。他在貝爾實驗室工作了40年，於1992年退休。他獲得47 項專利，贏得很多獎章與榮譽，包括美國光學學會的艾弗斯獎章與查爾斯·湯斯獎、電機電子工程師學會的量子電子獎、2003年約瑟·凱特利獎與2004年哈維獎。1984年，他被遴選為美國國家工程院院士，1996年，又被遴選為美國國家科學院院士。2009年，他成為光學學院的榮譽會員。他現在仍舊在他的家居實驗室裏繼續勤奮工作。
2018年10月2日，由於在雷射物理領域的突破性發明，阿什金、熱拉爾·穆魯和唐娜·斯特里克蘭榮獲諾貝爾物理獎。特別而言，由於「光鑷與光鑷在生物系統領域的應用」，阿什金獲頒諾貝爾物理獎，並且可拿到一半獎金，由於「製成高強度的超短光學脈波的方法」，熱拉爾·穆魯和唐娜·斯特里克蘭共同分享另外一半獎金。阿什金高齡96歲，曾是獲獎時年齡最高的諾貝爾得主。